# Campos Lindos
Campos Lindos là một đô thị thuộc bang Tocantins, Brasil. Đô thị này có diện tích 3240,156 km², dân số năm 2007 là 7615 người, mật độ 2,35 người/km².